# 22385 Fujimoriboshi
22385 Fujimoriboshi este o planetă minoră (asteroid) din Mars-crossing asteroid⁠(d). A fost descoperită pe 14 martie 1994 la Mount Nyūkasa Optical Observatory⁠(d) de Masanori Hirasawa⁠(d). 
Obiectul prezintă o orbită caracterizată de o semiaxă mare de 2,3258117 UAi, o excentricitate de 0,29, o înclinație de 23,24305 ° în raport cu ecliptica.